# 400 mètres haies féminin aux championnats du monde d'athlétisme 2017
Pour un article plus général, voir Championnats du monde d'athlétisme 2017.
Navigation
Pékin 2015 Doha 2019
L'épreuve du 400 mètres haies féminin des championnats du monde de 2017 se déroule du 7 au 10 août 2017 dans le Stade olympique de Londres, au Royaume-Uni. Elle est remportée par l'Américaine Kori Carter.

## Critères de qualification
Pour se qualifier pour les championnats, il faut avoir réalisé 56 s 10 ou moins entre le 1er octobre 2016 et le 23 juillet 2017.

## Médaillées
| Or          | Argent           | Bronze            |
| Kori Carter | Dalilah Muhammad | Ristananna Tracey |

## Résultats
| Rang               | Couloir | Athlète           | Nationalité | Temps | Notes |
| ------------------ | ------- | ----------------- | ----------- | ----- | ----- |
| Médaille d'or      | 9       | Kori Carter       | États-Unis  | 53.07 |       |
| Médaille d'argent  | 4       | Dalilah Muhammad  | États-Unis  | 53.50 |       |
| Médaille de bronze | 7       | Ristananna Tracey | Jamaïque    | 53.74 | PB    |
| 4                  | 6       | Zuzana Hejnová    | Tchéquie    | 54.20 | SB    |
| 5                  | 5       | Lea Sprunger      | Suisse      | 54.59 |       |
| 6                  | 8       | Sage Watson       | Canada      | 54.92 |       |
| 7                  | 3       | Cassandra Tate    | États-Unis  | 55.43 |       |
| 8                  | 2       | Eilidh Doyle      | Royaume-Uni | 55.71 |       |

### Demi-finales
Les 2 premières de chaque série (Q) et les 2 plus rapides (q) se qualifient pour la finale. The overall results were as follows:
| Rang | Série | Couloir | Athlète               | Nationalité       | Temps | Notes       |
| ---- | ----- | ------- | --------------------- | ----------------- | ----- | ----------- |
| 1    | 1     | 6       | Zuzana Hejnová        | Tchéquie          | 54.59 | Q           |
| 2    | 2     | 4       | Ristananna Tracey     | Jamaïque          | 54.79 | Q           |
| 3    | 2     | 5       | Lea Sprunger          | Suisse            | 54.82 | Q           |
| 4    | 1     | 7       | Kori Carter           | États-Unis        | 54.92 | Q           |
| 5    | 3     | 5       | Dalilah Muhammad      | États-Unis        | 55.00 | Q           |
| 6    | 3     | 4       | Sage Watson           | Canada            | 55.05 | Q           |
| 7    | 2     | 9       | Cassandra Tate        | États-Unis        | 55.31 | q           |
| 8    | 3     | 9       | Eilidh Doyle          | Royaume-Uni       | 55.33 | q           |
| 9    | 2     | 7       | Sara Petersen         | Danemark          | 55.45 |             |
| 10   | 1     | 4       | Wenda Nel             | Afrique du Sud    | 55.70 |             |
| 11   | 1     | 9       | Shamier Little        | États-Unis        | 55.76 |             |
| 12   | 1     | 5       | Petra Fontanive       | Suisse            | 55.79 |             |
| 13   | 3     | 3       | Yadisleidy Pedroso    | Italie            | 55.95 |             |
| 14   | 1     | 2       | Leah Nugent           | Jamaïque          | 56.19 |             |
| 15   | 1     | 3       | Joanna Linkiewicz     | Pologne           | 56.25 |             |
| 16   | 3     | 8       | Grace Claxton         | Porto Rico        | 56.40 |             |
| 17   | 3     | 7       | Denisa Rosolová       | Tchéquie          | 56.40 |             |
| 18   | 2     | 8       | Ayomide Folorunso     | Italie            | 56.47 |             |
| 19   | 1     | 8       | Sparkle McKnight      | Trinité-et-Tobago | 56.59 |             |
| 20   | 2     | 3       | Meghan Beesley        | Royaume-Uni       | 56.61 |             |
| 21   | 2     | 2       | Agata Zupin           | Slovénie          | 57.05 |             |
| 22   | 3     | 2       | Gianna Woodruff       | Panama            | 57.32 |             |
| —    | 2     | 6       | Glory Onome Nathaniel | Nigeria           | DQ    | R 163.3 (a) |
| —    | 3     | 6       | Rhonda Whyte          | Jamaïque          | DQ    | R 163.3 (a) |

### Séries
Qualification : 4 premières de chaque série (Q) et 4 plus rapides (q) se qualifient pour la finale.
| Rang | Série | Couloir | Athlète               | Nationalité       | Temps   | Notes |
| ---- | ----- | ------- | --------------------- | ----------------- | ------- | ----- |
| 1    | 1     | 6       | Dalilah Muhammad      | États-Unis        | 54.59   | Q     |
| 2    | 3     | 2       | Ristananna Tracey     | Jamaïque          | 54.92   | Q     |
| 3    | 4     | 3       | Kori Carter           | États-Unis        | 54.99   | Q     |
| 4    | 2     | 8       | Zuzana Hejnová        | Tchéquie          | 55.05   | Q     |
| 5    | 1     | 3       | Sage Watson           | Canada            | 55.06   | Q     |
| 6    | 5     | 2       | Lea Sprunger          | Suisse            | 55.14   | Q     |
| 7    | 5     | 7       | Rhonda Whyte          | Jamaïque          | 55.18   | Q     |
| 8    | 2     | 4       | Sara Petersen         | Danemark          | 55.23   | Q     |
| 9    | 5     | 3       | Glory Onome Nathaniel | Nigeria           | 55.30   | Q, PB |
| 10   | 1     | 2       | Denisa Rosolová       | Tchéquie          | 55.41   | Q, SB |
| 11   | 1     | 4       | Sparkle McKnight      | Trinité-et-Tobago | 55.46   | Q, SB |
| 12   | 4     | 8       | Wenda Nel             | Afrique du Sud    | 55.47   | Q     |
| 13   | 2     | 7       | Cassandra Tate        | États-Unis        | 55.48   | Q     |
| 14   | 4     | 9       | Eilidh Doyle          | Royaume-Uni       | 55.49   | Q     |
| 15   | 2     | 5       | Ayomide Folorunso     | Italie            | 55.65   | Q, SB |
| 16   | 3     | 7       | Petra Fontanive       | Suisse            | 56.13   | Q     |
| 17   | 1     | 7       | Leah Nugent           | Jamaïque          | 56.16   | Q     |
| 18   | 3     | 6       | Shamier Little        | États-Unis        | 56.18   | Q     |
| 19   | 2     | 3       | Joanna Linkiewicz     | Pologne           | 56.18   | q     |
| 20   | 5     | 5       | Grace Claxton         | Porto Rico        | 56.35   | Q     |
| 21   | 5     | 9       | Yadisleidy Pedroso    | Italie            | 56.41   | q     |
| 22   | 5     | 6       | Meghan Beesley        | Royaume-Uni       | 56.41   | q     |
| 23   | 5     | 8       | Amalie Iuel           | Norvège           | 56.42   |       |
| 24   | 1     | 5       | Zurian Hechavarría    | Cuba              | 56.44   |       |
| 25   | 1     | 8       | Lauren Wells          | Australie         | 56.49   |       |
| 26   | 4     | 2       | Gianna Woodruff       | Panama            | 56.50   | Q     |
| 27   | 3     | 5       | Agata Zupin           | Slovénie          | 56.54   | Q     |
| 28   | 3     | 3       | Olena Kolesnychenko   | Ukraine           | 56.88   |       |
| 29   | 4     | 7       | Marzia Caravelli      | Italie            | 56.92   |       |
| 30   | 4     | 6       | Viktoriya Tkachuk     | Ukraine           | 57.05   |       |
| 31   | 2     | 2       | Jessica Turner        | Royaume-Uni       | 56.98   |       |
| 32   | 3     | 8       | Aminat Yusuf Jamal    | Bahreïn           | 57.41   |       |
| 33   | 5     | 4       | Noelle Montcalm       | Canada            | 57.45   |       |
| 34   | 3     | 4       | Jackie Baumann        | Allemagne         | 57.59   |       |
| 35   | 2     | 6       | Déborah Rodríguez     | Uruguay           | 57.61   | SB    |
| 36   | 2     | 9       | Yasmin Giger          | Suisse            | 57.72   |       |
| 37   | 4     | 4       | Tia-Adana Belle       | Barbade           | 58.82   |       |
| 38   | 4     | 5       | Drita Islami          | Macédoine du Nord | 1:00.38 |       |
| 39   | 3     | 9       | Kristina Pronzhenko   | Tadjikistan       | 1:03.44 |       |

## Légende
Records et Performances
- AR : Record continental (area record)
- CR : Record des championnats (championship record)
- MR : Record du meeting (meet record)
- NR : Record national (national record)
- OR : Record olympique (olympic record)
- PR : Record paralympique (paralympic record)
- PB : Record personnel (personal best)
- SB : Meilleure performance personnelle de la saison (season's best)
- WL : Meilleure performance mondiale de l'année (world leader)
- WJR : Record du monde junior (world junior record)
- WR : Record du monde (world record)

Circonstances et Conditions
- DNF : N'a pas terminé (did not finish)
- DNS : N'a pas pris le départ (did not start)
- DQ : Disqualification (disqualification)
- NM : Aucun essai valable enregistré (No Mark)
- Q : Qualifié « directement » au prochain tour (ou à la prochaine compétition), lors d'une compétition majeure, grâce au classement ou à la réalisation des minima (automatic qualifier)
- q : Qualifié au prochain tour (ou à la prochaine compétition), lors d'une compétition majeure, grâce au repêchage ou à la réalisation de l'une des meilleures performances parmi celles des « non qualifiés directement » (grâce au meilleur temps ou à la meilleure distance par exemple) (secondary qualifier)